# Districtul Heves
Heves (în maghiară Hevesi járás) este un district în județul Heves, Ungaria.
Districtul are o suprafață de 697,68 km2 și o populație de 35.116 locuitori (2013).